# Pénétromètre statique
Pour les articles homonymes, voir Pénétromètre et CPT.

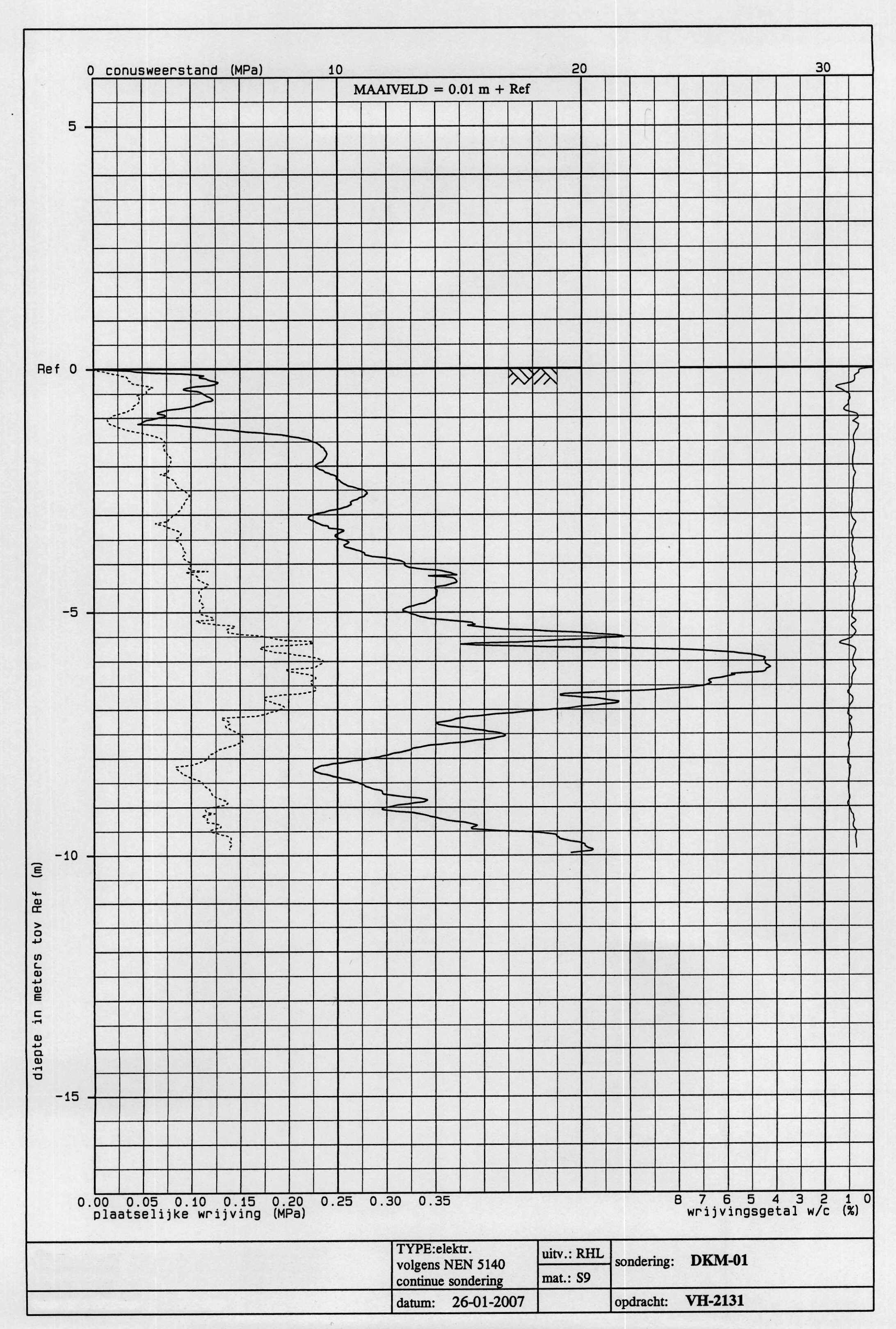
Résultat d’un test de pénétromètrie statique

L'épreuve du pénétromètre statique, ou CPT (Cone Penetration Test) est un test conçu pour déterminer la stratigraphie et les propriétés mécaniques d'un sol. Il est effectué sur le site étudié.
Développé par les Hollandais dans les années 1950, le test est des plus largement utilisés. 
Les pénétromètres statiques sont « vérinés » dans les terrains à vitesse lente et régulière. Le test consiste à enfoncer un pieu muni d'un embout conique dans le sol. Pendant l'avancement de la pointe, à une vitesse constante, la résistance à la pénétration et de frottement latéral sont mesurées. 
Sur certains pénétromètres des capteurs supplémentaires peuvent également être installés, tels que les transducteurs de pression, qui apportent plus d'informations et une précision améliorée : dans ce cas, on parle de CPTU, des accéléromètres ou des tests sismiques en forage.